# دونالد هاربر
دونالد هاربر (بالإنجليزية: Donald Harper)‏ هو غطاس أمريكي، ولد في 4 يونيو 1932 في ريدوود في الولايات المتحدة، وتوفي في 30 نوفمبر 2017 في أوبير أرلينغتون في الولايات المتحدة.

## وصلات خارجية
- دونالد هاربر على موقع الاتحاد الدولي للسباحة (الإنجليزية)
- دونالد هاربر على موقع قاعة مشاهير السباحة العالمية (الإنجليزية)
- دونالد هاربر على موقع اللجنة الأولمبية الدولية (الإنجليزية)
- دونالد هاربر على موقع أوليمبيديا (الإنجليزية)